# Vamos Viver o Amor
Vamos Viver o Amor é o nono álbum de estúdio da banda de rock cristão Rebanhão, lançado em 1999 de forma independente, sob produção musical do tecladista e vocalista Pedro Braconnot. É o último trabalho do grupo antes de seu hiato, ocorrido entre 2000 e 2014. Possui características bem distintas dos discos mais notórios do Rebanhão, com influências congregacionais e até da black music. O disco recebeu pouca atenção do público.

## Antecedentes
Em 1996, o Rebanhão lançou Por Cima dos Montes pela gravadora multinacional Warner Music Brasil, com produção musical do tecladista e vocalista Pedro Braconnot e repertório predominantemente inédito. No entanto, nenhuma canção do álbum teve grande relevância. Na mesma época, Pedro continuava a trabalhar como produtor musical, atuando com artistas como Denise Cerqueira, Marina de Oliveira e Sérgio Lopes.
Em 1997, Rogério dy Castro e Wagner Carvalho deixaram o Rebanhão e fundaram, em seguida, uma nova banda com Wagner Derek e Davi Fernandes, chamada Primeira Essência. Por isso, o grupo estrearia uma nova formação, totalmente reformulada por Pedro.

## Lançamento e recepção
| Críticas profissionais | Críticas profissionais |
| Avaliações da crítica  | Avaliações da crítica  |
| Fonte                  | Avaliação              |
| ---------------------- | ---------------------- |
| O Propagador           | [ 5 ]                  |
| Super Gospel           | [ 10 ]                 |

Vamos Viver o Amor foi lançado em 1999 pelo selo independente Dunamys Produções e chegou a ser considerado, ao longo dos anos, como um dos pontos baixos da banda. O guia discográfico do O Propagador atribuiu a cotação de 1,5 estrelas de 5 ao projeto, justificando que "a nova e última formação do Rebanhão não possuía nenhuma característica que remetesse ao grupo em questão, e o resultado foi um disco que em nada lembra o restante da discografia do conjunto".
Em 2019, 20 anos após o lançamento do álbum, a crítica retrospectiva do Super Gospel também foi negativa, com cotação de 2 estrelas de 5. Em texto de Tiago Abreu, é defendido que "Vamos Viver o Amor surge exatamente num período em que a música evangélica, agora gospel, se deparou com números estratosféricos com a ascensão do pentecostal e do congregacional. A banda, que antes ditava as regras, se via empurrada numa direção lírica do louvor das igrejas".
Em 2 de novembro de 2023, a banda promoveu o relançamento de Vamos Viver o Amor nas plataformas digitais.

## Faixas
A seguir lista-se as faixas, compositores e durações de cada canção de Vamos Viver o Amor, segundo o encarte do disco.
| N.º            | Título               | Compositor(es)   | Duração |  |
| 1.             | "Vamos Viver o Amor" | Ismael Maximiano | 4:28    |  |
| 2.             | "Josué"              | Pedro Braconnot  | 4:46    |  |
| 3.             | "Ele é a Luz"        | Ismael Maximiano | 3:57    |  |
| 4.             | "Meu Maior Desejo"   | Pedro Braconnot  | 5:44    |  |
| 5.             | "Fronteiras"         | Pedro Braconnot  | 4:01    |  |
| 6.             | "Por Isso Vem"       | Ismael Maximiano | 4:25    |  |
| 7.             | "Mais que Amigo"     | Ismael Maximiano | 4:12    |  |
| 8.             | "Nós te Adoramos"    | Pedro Braconnot  | 4:49    |  |
| 9.             | "Unção"              | Pedro Braconnot  | 4:12    |  |
| 10.            | "Brasil"             | Ismael Maximiano | 4:33    |  |
| Duração total: | Duração total:       | Duração total:   | 45:12   |  |

## Ficha Técnica
A seguir estão listados os músicos e técnicos envolvidos na produção de Vamos Viver o Amor:
Banda
- Pedro Braconnot – vocal, teclado, violão
- Ismael Maximiliano – vocal, violão, guitarra
- Fábio de Carvalho – baixo, vocal
- Rafael Fariña – bateria

Equipe técnica
- Pedro Braconnot – gravação, mixagem e masterização
- Fábio Carvalho – auxiliar técnico

Projeto gráfico
- Midiarte – capa
- Fernanda Palliano – arte
- Rebecca Pircíara Paes – arte